# Самарина
Самарѝна (на гръцки: Σαμαρίνα; на арумънски: Samarina) е село в Гърция, част от дем Гревена, административна област Западна Македония. Селото традиционно има арумънско (влашко) население.

## География
Селото е разположено на 1450 m надморска височина, на 50 km западно от град Гревена в източното подножие на Смолика (Смоликас), Северен Пинд. Макар и разположено в македонската областна единица Гревена, селото е в долината на река Вьоса и географски принадлежи на Епир, а не на Македония. Най-близките селища са Фурка от епирския дем Коница на северозапад, Жужел от костурския дем Нестрам на север през планината Куркури и гревенското Филипеи (Филипища) на изток. Самарина е най-високо разположеното селище в Гърция.

## История

### В Османската империя
Самарина заедно с Мецово и Авдела е един от най-големите арумънски центрове в Пинд. В църквата „Свети Илия“ има надпис от 1828 година, а в „Успение Богородично“ от 1829 година, споменаващи митрополит Антим II Гревенски. „Рождество Богородично“ е от 1869 година.
Традиционно в XIX век Самарина е в лоното на елинизма, но в селото макар и в по-слаба степен от Авдела си пробива път Румънската пропаганда в Македония. В 1880 година в Самарина е основано румънско училище от Т. Шому.
„Неоспоримъ фактъ е, че, откато се е отстѫпила Тесалия на Гърцитѣ, тѣзи лѣтни села отъ година на година все се намаляватъ по численностьта на жителитѣ си... Авдела... брои 200 кѫщи съ 300 фамилии, а прѣди е имало повече отъ 400.“
Към 1900 година според статистиката на Васил Кънчов („Македония. Етнография и статистика“) Самарина брои 2600 жители власи.
На Етнографската карта на Битолския вилает на Картографския институт в София от 1901 година Самарина е чисто влашко село в Гревенската каза на Серфидженския санджак с 902 къщи.
Според статистика на Серфидженския санджак на гръцкото консулство в Еласона от 1904 година в Самарина (Σαμαρίνα), Гревенска каза, живеят 3059 гърци влахофони, от които 52 румънеещи се.

### В Гърция
През Балканската война в 1912 година в селото влизат гръцки части и след Междусъюзническата в 1913 година Самарина влиза в състава на Кралство Гърция.
На 29 август 1917 година тук по време на Първата световна война и в близост до фронтовата линия на Солунския фронт, седем интелектуалци от армънски произход прогласяват пиндската автономия, станала известна постфактум под името Република Самарина.
Преброяването от 1920 година е извършено зимно време, когато жителите на селото със стадата си са в Тесалия и затова показва само 76 жители.
По време на Итало-гръцката война (1940-1941) Самарина за кратко е окупирана от италианците. Поради Втората световна война и особено поради последвалата Гражданска, Самарина опустява.
| Име          | Име           | Ново име          | Ново име          | Описание                           |
| ------------ | ------------- | ----------------- | ----------------- | ---------------------------------- |
| Караули      | Καραούλι      | Скопия            | Σκοπιά            | връх СЗ от Самарина                |
| Гургулиос    | Γκουργκούλιος | Капетан Цекурас   | Καπετάν Τσεκούρας | връх З от Самарина (2253 m)        |
| Лазена       | Λάζενα        | Лазена            | Λάζαινα           | гора Ю от Самарина                 |
| Йоца         | Γιότσα        | Йоцас             | Γιότσας           | едно от имената на река Кумуманири |
| Ренда        | Ρέντα         | Рендас            | Ρέντας            | връх И от Самарина (1732 m)        |
| Делихмет     | Ντελιχμέτ     | Александрос Дякос | Άλεξ. Διάκος      | връх С от Самарина (1810 m)        |
| Валия Ниница | Βάλια Νινίτσα | Мелас             | Μελάς             | река И от Самарина                 |
| Бразитика    | Μπραξιτίκο    | Бразитикос        | Μπραζιτίκος       | местност СИ от Самарина            |
| Греко        | Γκρέκο        | Ромиос            | Ρωμιός            | едно от имената на река Кумуманири |
| Галцерими    | Γκαλντερίμι   | Литострото        | Λιθόστρωτο        | местност ЮИ от Самарина            |
| Панда Кицу   | Πάντα Κίτσου  | Кицос             | Κίτσος            | местност ЮИ от Самарина            |
| Боца         | Μπότσα        | Балдумис          | Μπαλντούμης       | връх ЮИ от Самарина (2027 m)       |
| Какарадза    | Κακαρότζα     | Какарондзас       | Κακαρόντζας       | гора СИ от Самарина                |

| Година    | 1913 | 1920 | 1928 | 1940 | 1951 | 1961 | 1971 | 1981 | 1991 | 2001 | 2011 | 2021 |
| --------- | ---- | ---- | ---- | ---- | ---- | ---- | ---- | ---- | ---- | ---- | ---- | ---- |
| Население | 4198 | 76   | 603  | 1142 | 4    | 5    | 10   | 605  | 285  | 701  | 378  | 253  |

## Личности
В 1740 – 1750 година в района на Самарина действа хайдутинът (клефт) Янис Прифтис. От Самарина са капитаните от Орловото въстание Акармос Хадзиматис и Йоанис Флорос, убит в Пелопонес. В ΧΙΧ век хайдутин от Самарина е Михос Самариниотис. От Самарина е новомъченикът Свети Димитър Самарински, пострадал за вярата в 1808 година. В Гръцкото въстание от 1821 година взимат участие Вулис Йоцас, Михас Гризиотис и Никос Гризиотис, които взимат участие в Маняшката битка. 120 самаринци под командването на Михос Флорос взимат участие в обсадата на Месолонги и са в авангарда при пробива.
В XVIII – XIX век Самарина е център на художествена школа с видни представители Димитър Самарински, Йоан Анагност, Михаил Анагност, Димитриос Питенис. Самаринци участват в гръцко-български сблъсък в Македония в началото на XX век – Атанасиос Ваяс (Αθανάσιος Βάγιας) е гръцки андартски деец, работил под командата на Йоанис Каравитис като водач на чети, Йоргос Лепидатос (? – 1906) и Костас Ризос (1880 – 1927) са андартски капитани, а Христо Семерджията е деец на ВМОРО в Хрупищко. Между двете световни войни видни самаринци са юристът и политик Димитриос Дзимас (? – 1936) и арумънският поет, преводач и политик Зику Арая (1877 – 1948). Видни арумънски активисти от периода на Втората световна война са Алкивиад Диаманди (1893 – 1948) и Никола Матуси (1898 – 1991), водачи на колаборационистката организация Римски легион (1941 – 1942).